# The New Guy
The New Guy (en España Los feos también mojan y en Latinoamérica El chico nuevo) es una película de comedia adolescente estadounidense de 2002, protagonizada por DJ Qualls. Fue dirigida por Ed Decter y escrita por David Kendall.

## Argumento
La película cuenta la historia de un inepto, Dizzy Gillespie Harrison, en una escuela de preparatoria. Dizzy es impopular y es objeto de burla diaria, ridiculizado y abusado. Su último año de preparatoria es un ejercicio de tortura y dolor,tratando de cambiar su suerte decide hablarle a la chica más guapa de la escuela, pero todo llega al colmo, cuando en un accidente una anciana le rompe el miembro viril masculino, al abusar de las drogas para el dolor que le recetaron y terminar siendo arrestado, conoce a un recluso del que se hace amigo, así que Dizzy decide cambiar su suerte. Después de ser intencionalmente expulsado de la escuela, se inscribe en la preparatoria rival con un nuevo estilo personal, una nueva historia y otra actitud. Ahora este tipo se convierte en un galán y es el amo y señor de su escuela, con todo: chicas y popularidad. Pero cuando su pasado resurge y amenaza con exponer al verdadero Dizzy, sigue con su día a día para que en un concierto lo humillen mostrando un video del incidente con la anciana y de otros en el que Dizzy, fue abusado por sus compañeros, a lo que decide decir la verdad y aceptar que solo lo hizo para sentirse aceptado. El público se burla de él llamándole "salchicha rota", pero ya después humillan a los bullys que pusieron el video con la misma broma que le hacían a Dizzy, y su novia decidió aceptarlo darle una oportunidad (ya que también cambio para encajar) queriendo conocer a Dizzy en vez de ser novia de Gill.

## Reparto
| Actor           | Personaje                   |
| --------------- | --------------------------- |
| DJ Qualls       | Dizzy Harrison / Gil Harris |
| Eddie Griffin   | Luther                      |
| Eliza Dushku    | Danielle                    |
| Zooey Deschanel | Nora                        |
| Lyle Lovett     | Bear Harrison               |
| Jerod Mixon     | Kirk                        |
| Parry Shen      | Glen                        |
| Ameera Baraka   | Barclay                     |
| Kina Cosper     | Estelle                     |
| Ross Patterson  | Conner Maguire              |
| Geoffrey Lewis  | Director Zaylor             |
| Sunny Mabrey    | Courtney                    |
| Illeana Douglas | Kiki Pierce                 |
| Tony Hawk       | Él mismo                    |